# تاریخ‌شناسی
تاریخ‌شناسی، مفهومی در رابطه با شناخت علم تاریخ و تاریخ‌نگاران و شیوه‌های پژوهش آن‌ها و علوم مرتبط با تاریخ است. این مفهوم ــ چه در زبان فارسی و چه در دیگر زبان‌ها ــ به‌ندرت دربارهٔ علم تاریخ به‌کار گرفته و در متون دیده می‌شود؛ و همچنین برخلاف سایر علوم انسانی همچون جامعه‌شناسی یا انسان‌شناسی، از دانش و رشته تاریخ با عنوان تاریخ یاد می‌شود نه تاریخ‌شناسی.
بسیاری از اهل علم معتقدند که تعریف «تاریخ» و «تاریخ‌شناسی» امری سهل و ممتنع است. با وجود تعاریف زیادی ارائه شده، اما هیچ‌گاه تاریخ‌شناسان نتوانستند در این رابطه به اتفاق‌نظری دست یابند. این مسئله صرفاً به حوزه تعریف محدود نمی‌شود بلکه در تعیین «موضوع» و «قلمرو» ی این دانش نیز اختلافات زیادی وجود دارد. با این حال، صاحب‌نظران قدیم و جدید هریک به‌گونه‌ای به این مقوله پرداخته و درصدد ارائه تعریفی از تاریخ‌شناسی و تبیین موضوع و قلمرو آن برآمدند.

## علم «تاریخ» در نظر صاحب‌نظران
از منظر قدما، تاریخ معنا واحد نداشت. سقراط علم تاریخ را در معنی «شناخت» اما ارسطو آن را در معنی «گردآوری اسناد و مدارک» به‌کار می‌برد. با این حال در این میان دیدگاه‌هایی نیز مبنی بر امتناع در «تعریف» علم تاریخ و بلا موضوع بودن آن مطرح و به تبع آن تعیین حدود و قلمروی آن نیز غیرممکن درنظر گرفته می‌شد. برای مثال می‌توان به شوپنهاور اشاره کرد که معتقد بود که اساساً تاریخ مبتنی بر طبقه‌بندی آلی است و نمی‌توان آن را مانند علوم دیگر تعریف و طبقه‌بندی موضوعی کرد. وی موضوع علم تاریخ را نیز نامتناهی می‌دانست و به همین دلیل آن را برخوردار از موضوع مشخص در نظر نمی‌گرفت.
از میان تعاریف موجود از تاریخ‌شناسی، هرچقدر از نظر زمانی از تعاریف قدما به سمت تعاریف متأخران پیش می‌رویم، بر نقش انسان و به تبع آن عقل انسانی تأکید بیشتری شده‌است. در حالی که در تعریف قدما بیشترین تأکید بر مقوله زمان بوده‌است. ابوریحان بیرونی معتقد بود که تاریخ، «وقتی باشد اندر زمانه سخت مشهور که اندرو چیزی بوده‌است». همچنین کافیجی نیز معتقد است که «تاریخ مدت زمان معینی است بین حدوث امری آشکار و اوقات حوادث دیگر».
آن چیزی که در تعاریف قدما بر آن تأکید می‌شد، تأکید بر یک «زمان نسبی» در مقابل «زمان مطلق» بود. در حالی که در تعاریف متأخران ــ بعد از عصر رنسانس ــ علم تاریخ یعنی «اندیشه مورخ» و تاریخ یعنی «تاریخ معاصر» ــ همانطوری که کالینگوود و بندتو کروچه بیان می‌داشتند. از نظر کالینگوود، انسان در تاریخ، «پژواک صدای خود را می‌شنود». و این دسته نقش مورخ را در علم تاریخ بسیار برجسته دیده و به‌نوعی وی را خالق تاریخ معرفی می‌کنند. البته در این میان نظریه‌پردازانی همچون دیلتای نیز هستند درصدد بودند تا حکم حد واسط را بیم زمان‌گرا و عقل‌گراها داشته باشند. بدین معنا که هم بر پدیده زمان و هم بر پدیده عقل در تعریف علم تاریخ یا تاریخ‌شناسی تأکید می‌کنند. با این حال، هرچه از دوره مدرن به طرف زمان حال جلو می‌رویم، نقش مورخ در علم تاریخ برجسته‌تر می‌شود. تا آنجا که در مباحث اندیشمندان پست‌مدرن، تاریخ همچون زمان، چیزی فراتر از ادراکات مورخان نیست.